# 서면역 (동해남부선)
서면역(西面驛)은 지금의 부산광역시 부산진구 연지동에 존재했던 동해남부선의 역이다. 1938년부터 4년간 서면 일대의 구획 정리와 함께 동해남부선 부산진 - 거제 구간의 직선화가 진행되어 1943년 폐지되었으며, 이 역의 기능은 폐지 직후 신설된 같은 노선의 부전역으로 이전되었다. 이 역은 부산 도시철도 1호선, 2호선 환승역 서면역과는 관련이 없다.

## 역사
- 1934년 7월 15일 : 부산진 ~ 해운대 간 개통과 함께 무배치간이역으로 영업 개시[1]
- 1943년 3월 31일 : 폐역[2]